# Библиография
Библиографията (от гръцки: βιβλιογραφία; буквално „писане на книги“ или „книгопис“) в най-общ смисъл е систематичното подреждане, изучаване и описване на писмени и печатни трудове, по-специално книги. По-конкретното и същевременно най-често употребявано значение на думата е списък от книги.
Приема се, че сериозните научни текстове като монографии, публикации в научни списания, дисертационни и хабилитационни трудове и т.н. задължително трябва да съдържат такъв списък.
Българският стандарт БДС ISO 690:2011 „Информация и документация. Ръководство за библиографско цитиране и цитиране на информационни ресурси“ дава насоките за съставяне на библиографски позовавания.
Библиографското цитиране се състои от библиографско описание, съдържащо сведения за документа, и препратки, които свързват основния текст с библиографското описание. То може да се извърши по три начина: в самия текст, под линия и в края на текста чрез самостоятелен библиографски списък.

## Етимология
Думата библиография (на старогръцки: βιβλιογραφία) е използвана от гръцките писатели през първите три века сл. Хр. за да означат преписването на книгите на ръка. През XII век думата започва да се използва за „интелектуалните дейности при съставянето на книги“. През XVII век се забелязва появата на съвременния смисъл на думата като начин за описание на книги.